# Technomyrmex cheesmanae
Technomyrmex cheesmanae é uma espécie de formiga do gênero Technomyrmex.